# Panasonic Lumix DMC-FZ300
Panasonic Lumix DMC-FZ200
Le Panasonic Lumix DMC-FZ300 (appelé également Panasonic Lumix DMC-FZ330) est un appareil photographique numérique de type bridge annoncé par Panasonic le 16 juillet 2015 .
Il possède un capteur BSI-CMOS 1/2.3" de 12 mégapixels au format 4:3 et un objectif fabriqué par Leica de distance focale équivalente en 35 mm à 25-600 mm avec une ouverture maximale constante (ouverture maximale f/2.8 et minimale de f/8 en mode photo et f/11 en mode vidéo). Il succède au Panasonic Lumix DMC-FZ200. Il peut filmer en vidéo UHD (4K) (24p, 30p, 25p), il est stabilisé sur 5 axes et son boîtier est tropicalisé.

#### Photos prises avec la bonnettes macro Raynox DCR-250

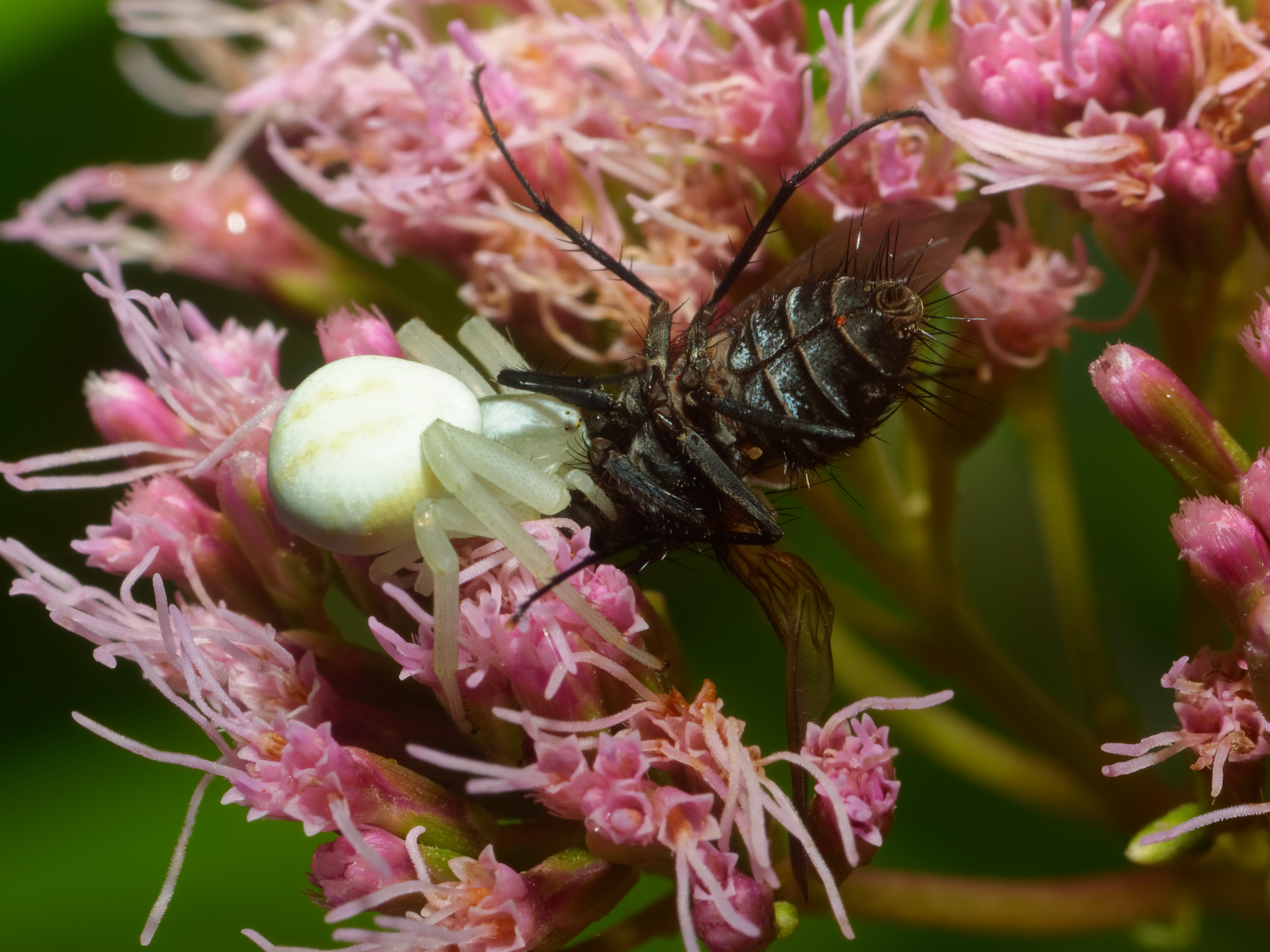
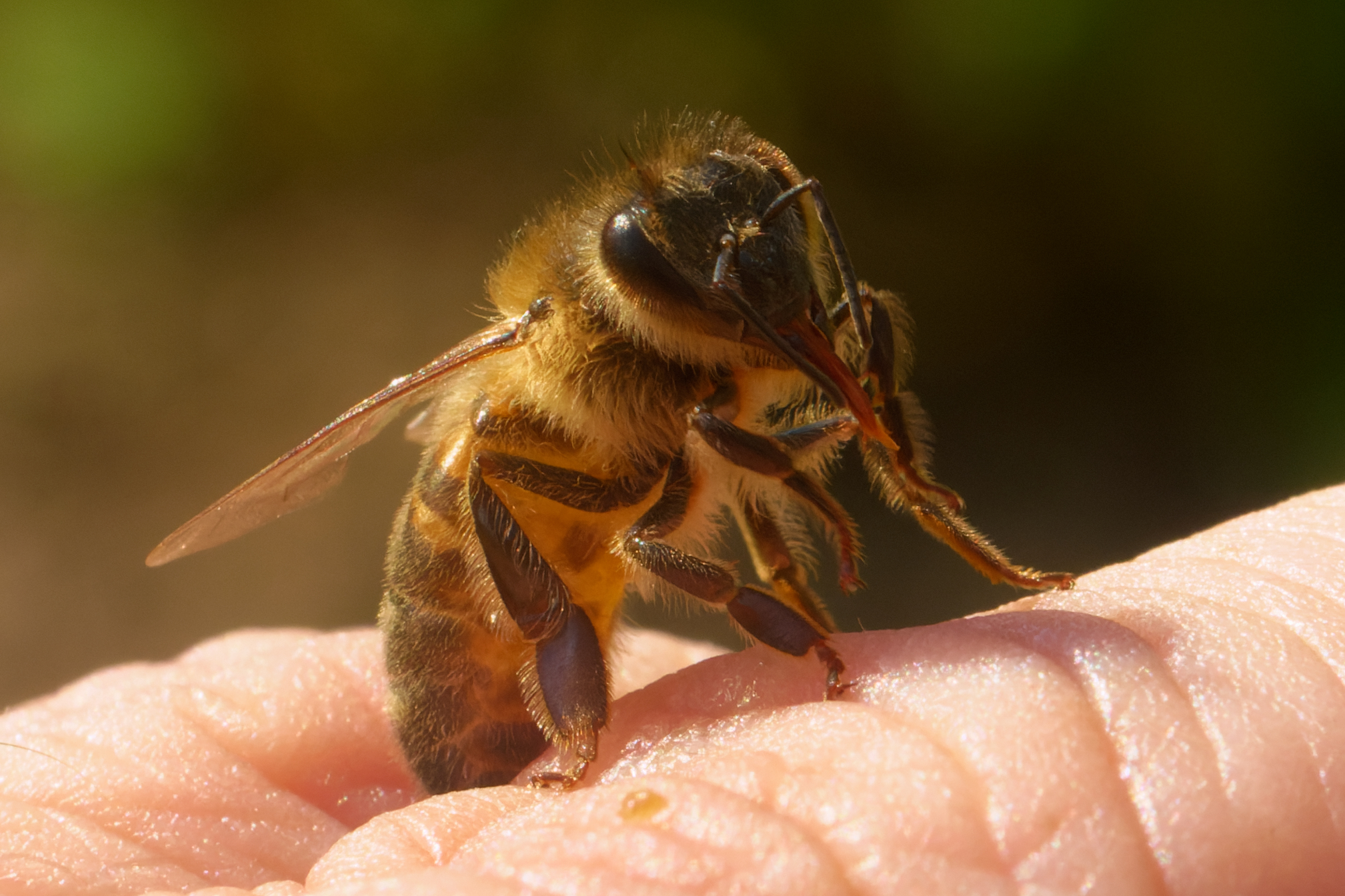
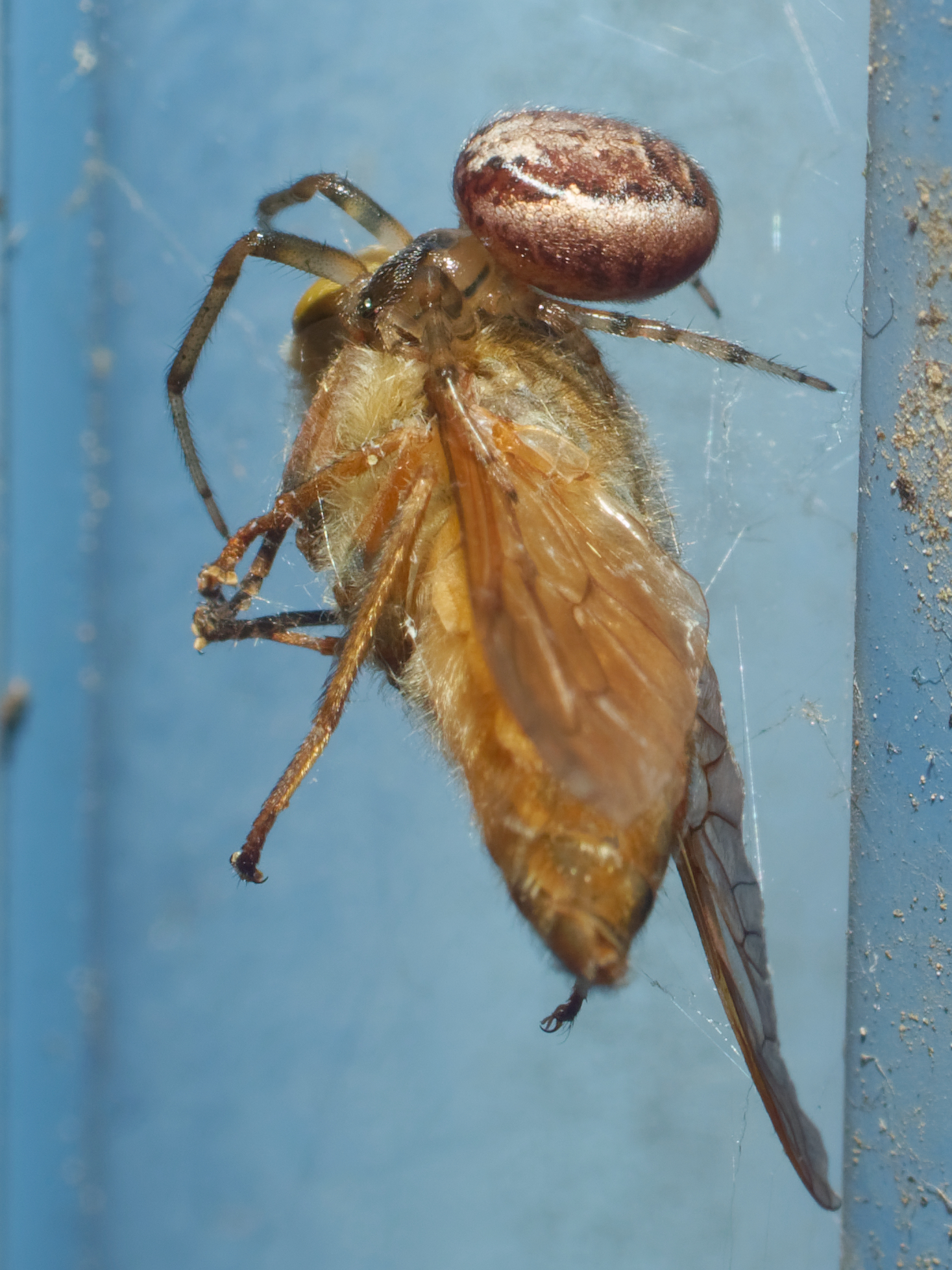

## Panasonic Lumix DMC-FZ330 équipé de compléments optiques et autres filtres

### Bonnettes macro Raynox

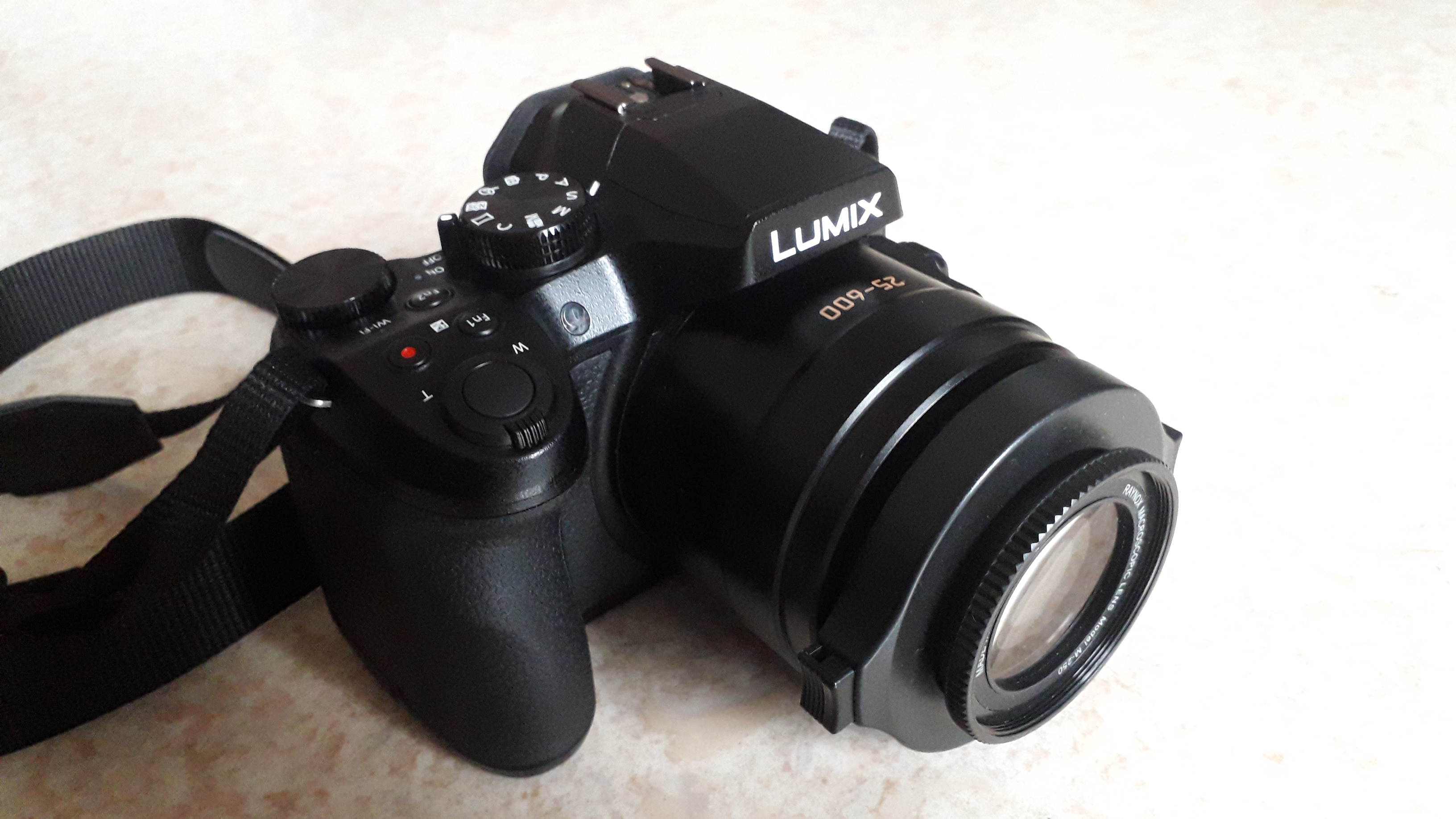
Raynox DCR-250.
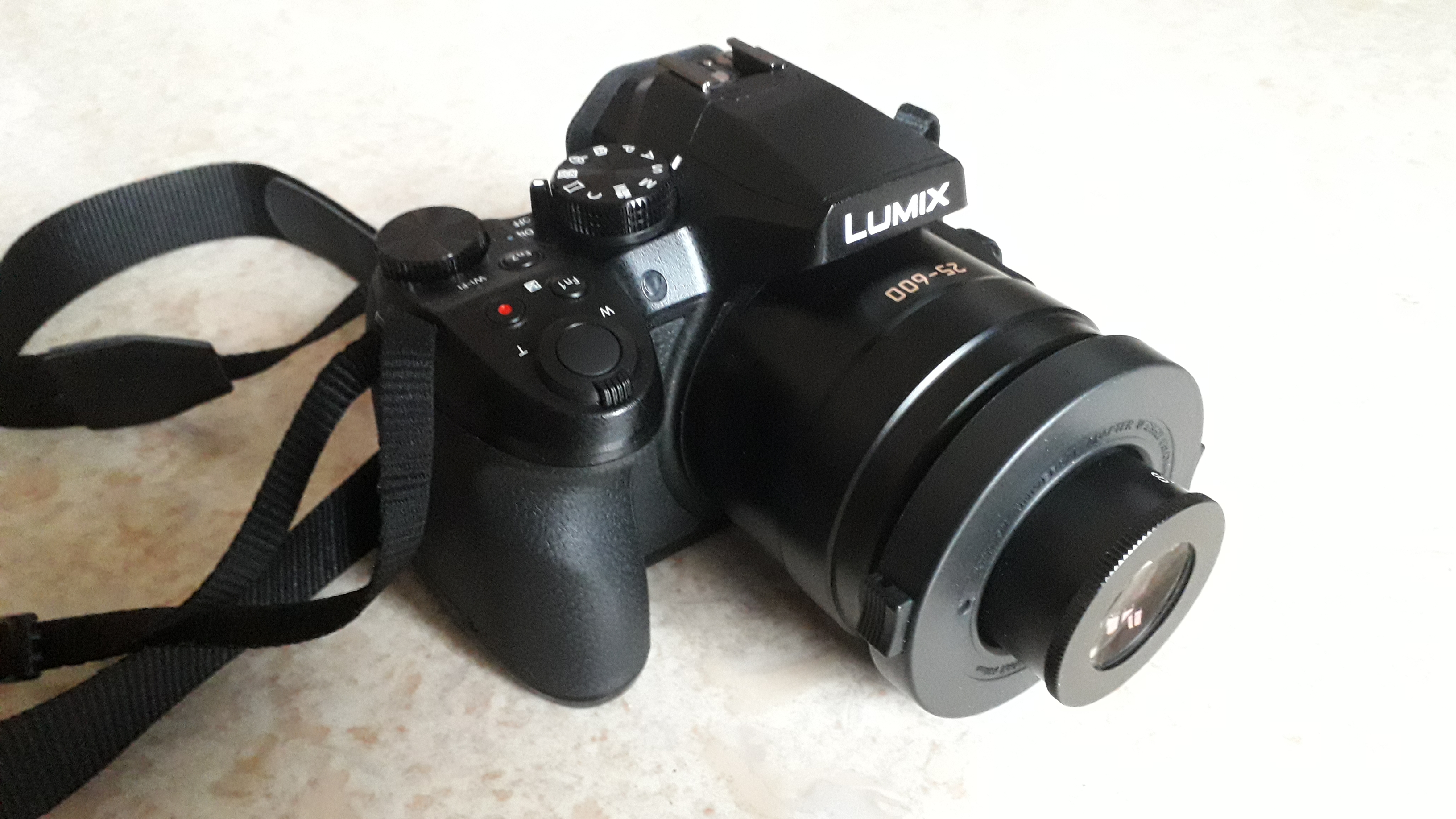
Raynox MSN-505.
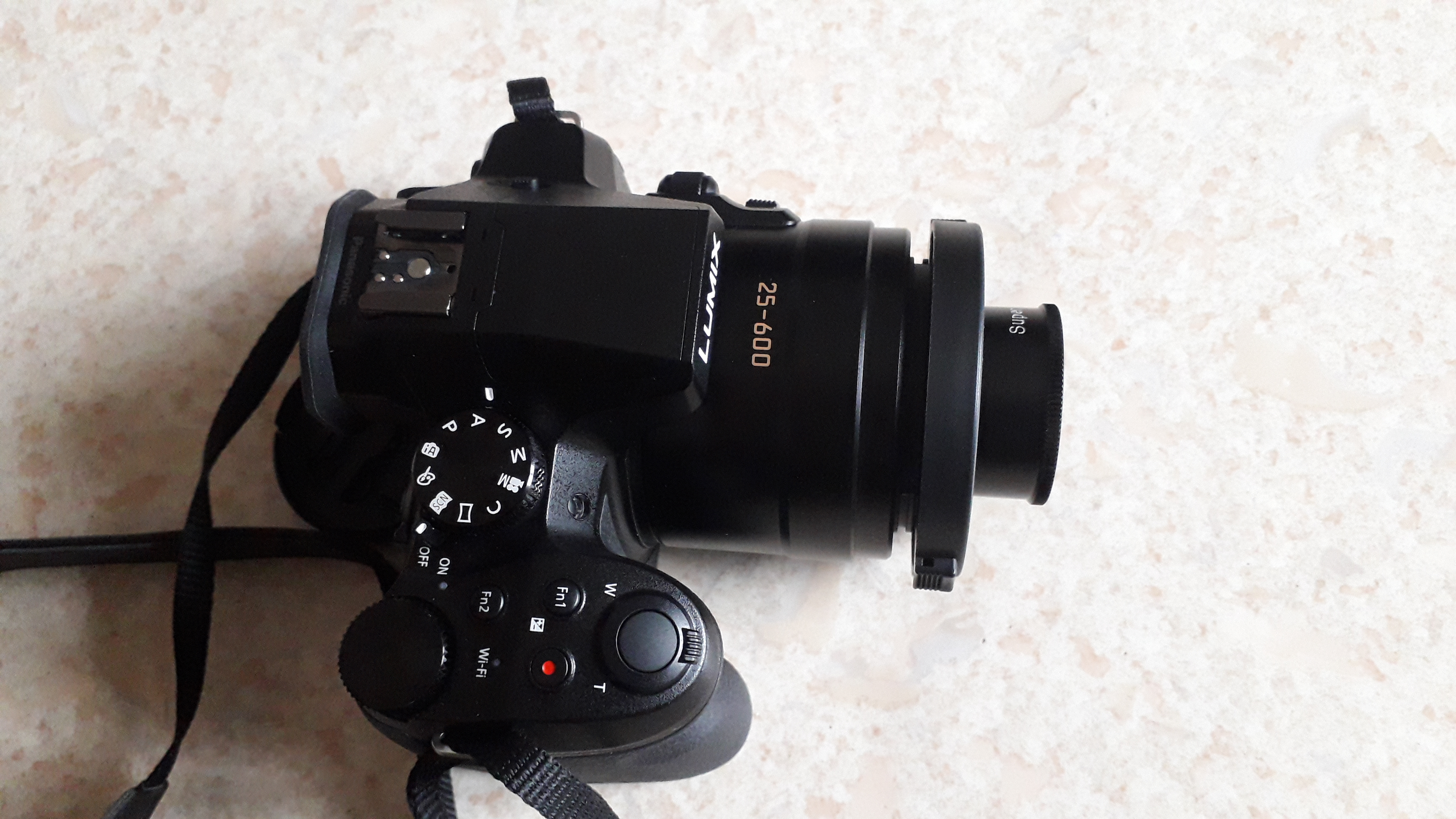
Raynox MSN-505.

### Filtre polarisant Hoya

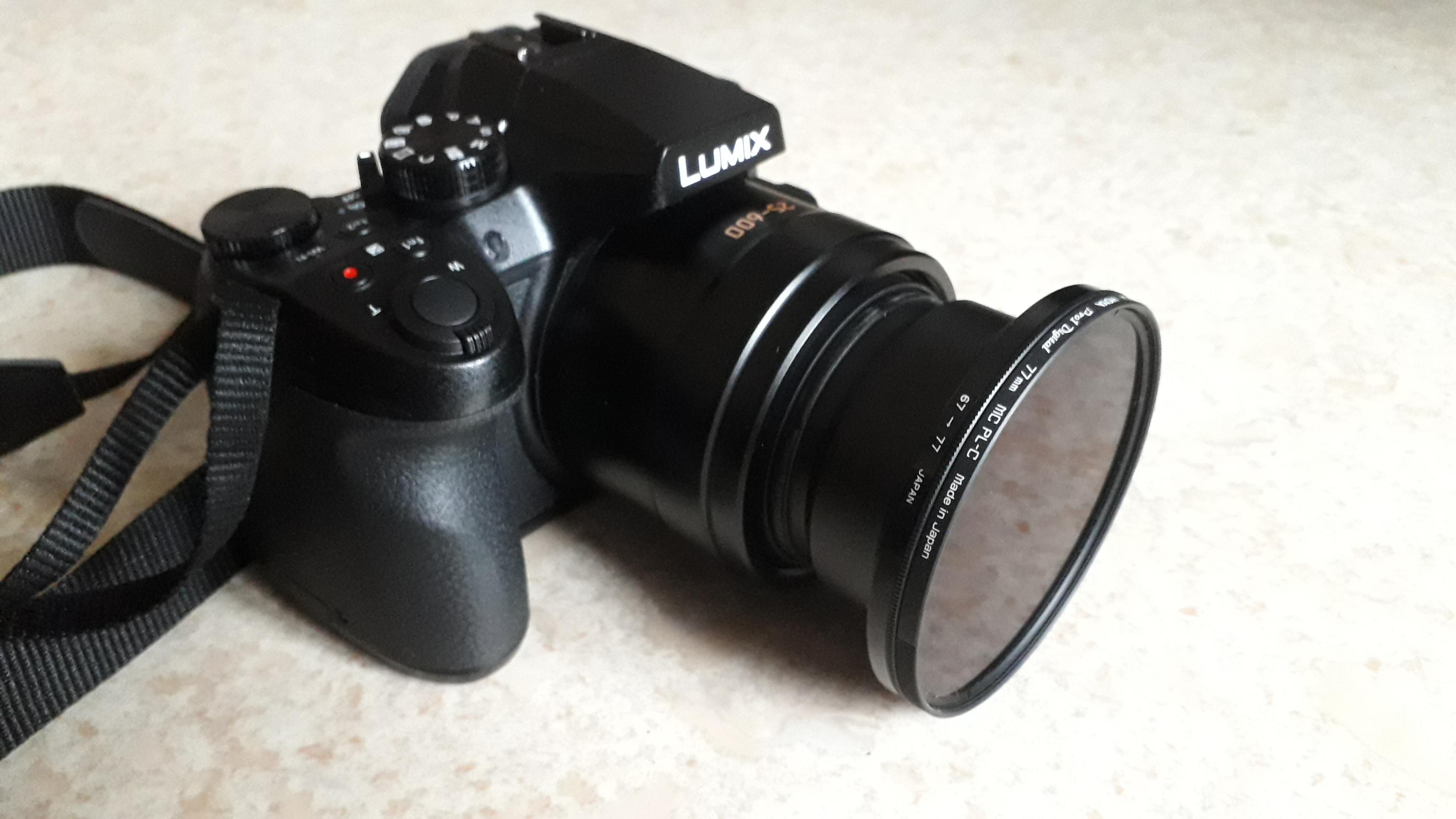
Hoya PRO1 Digital Circular Polarisation filter.
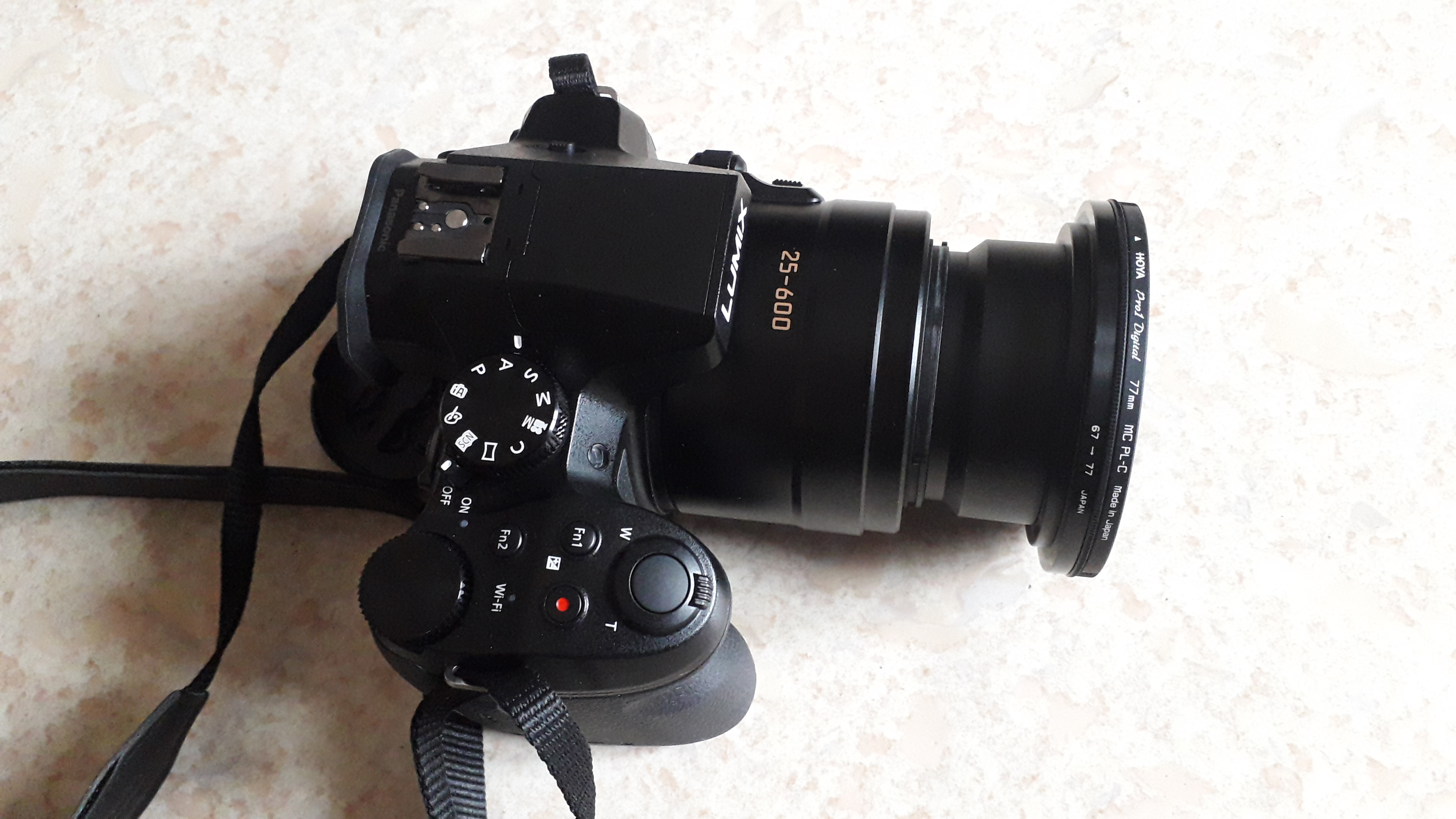
Hoya PRO1 Digital Circular Polarisation filter.

#### Photo prise avec un filtre polarisant Hoya

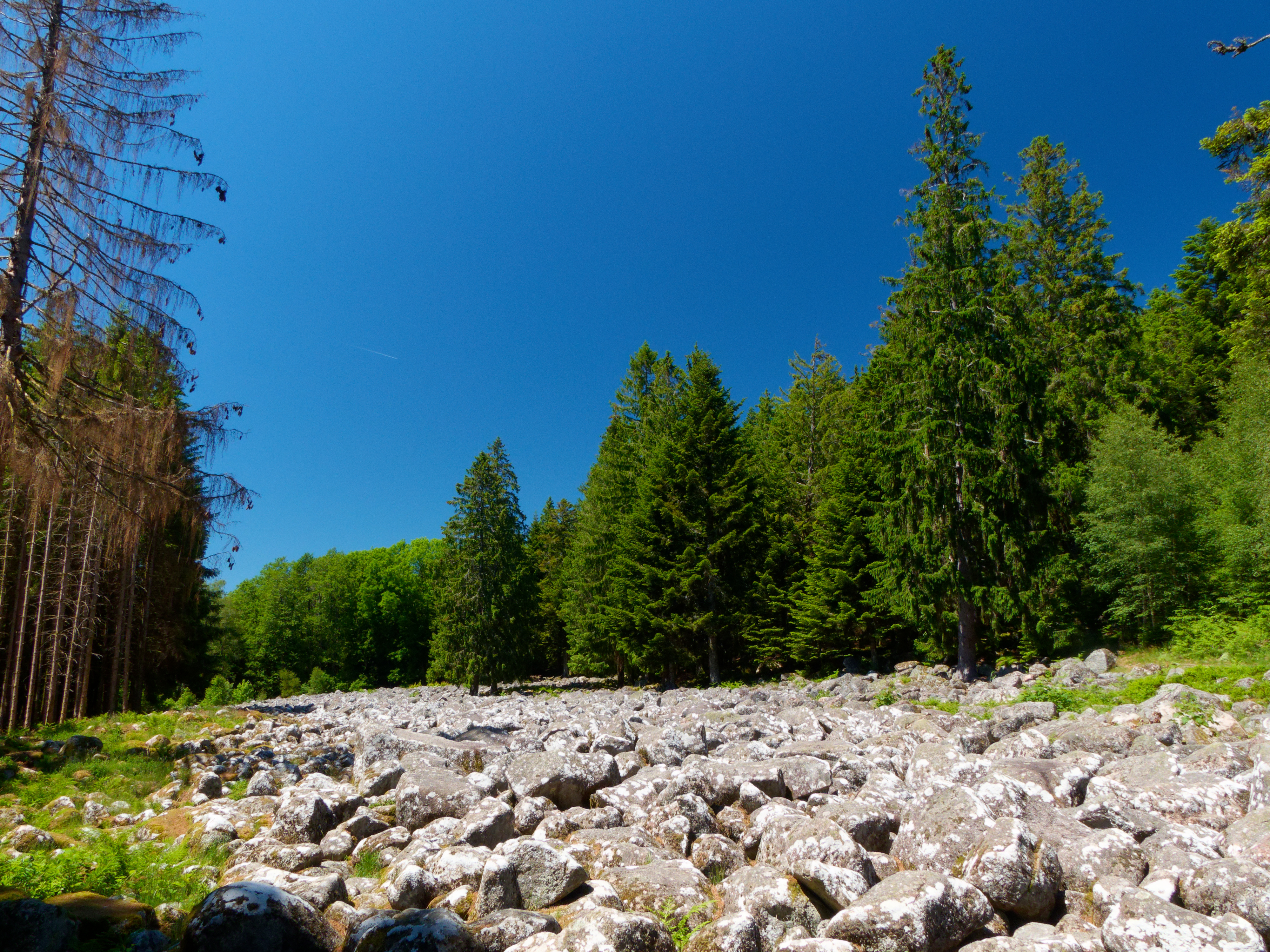

#### Photos prises avec un filtre ND

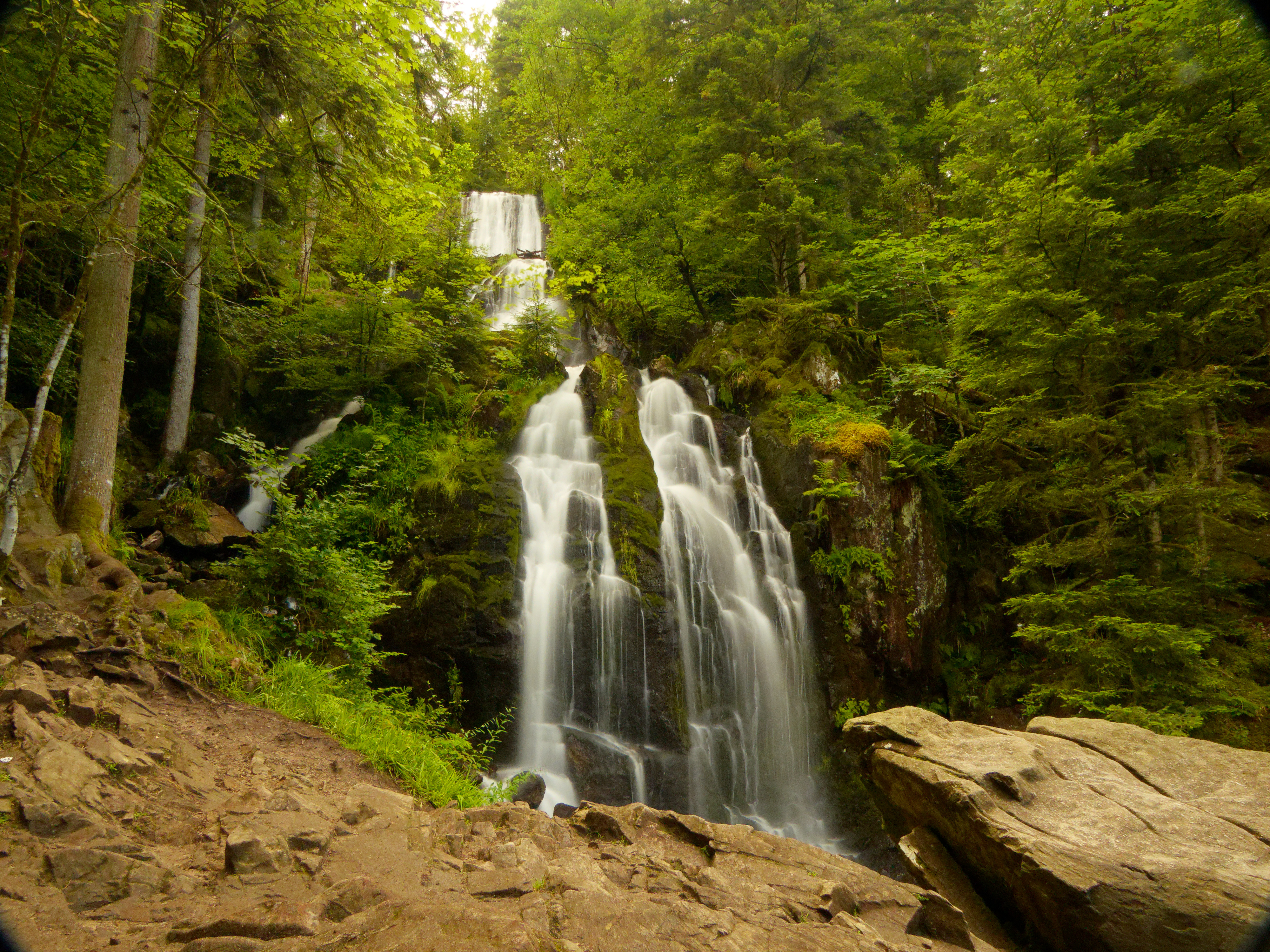
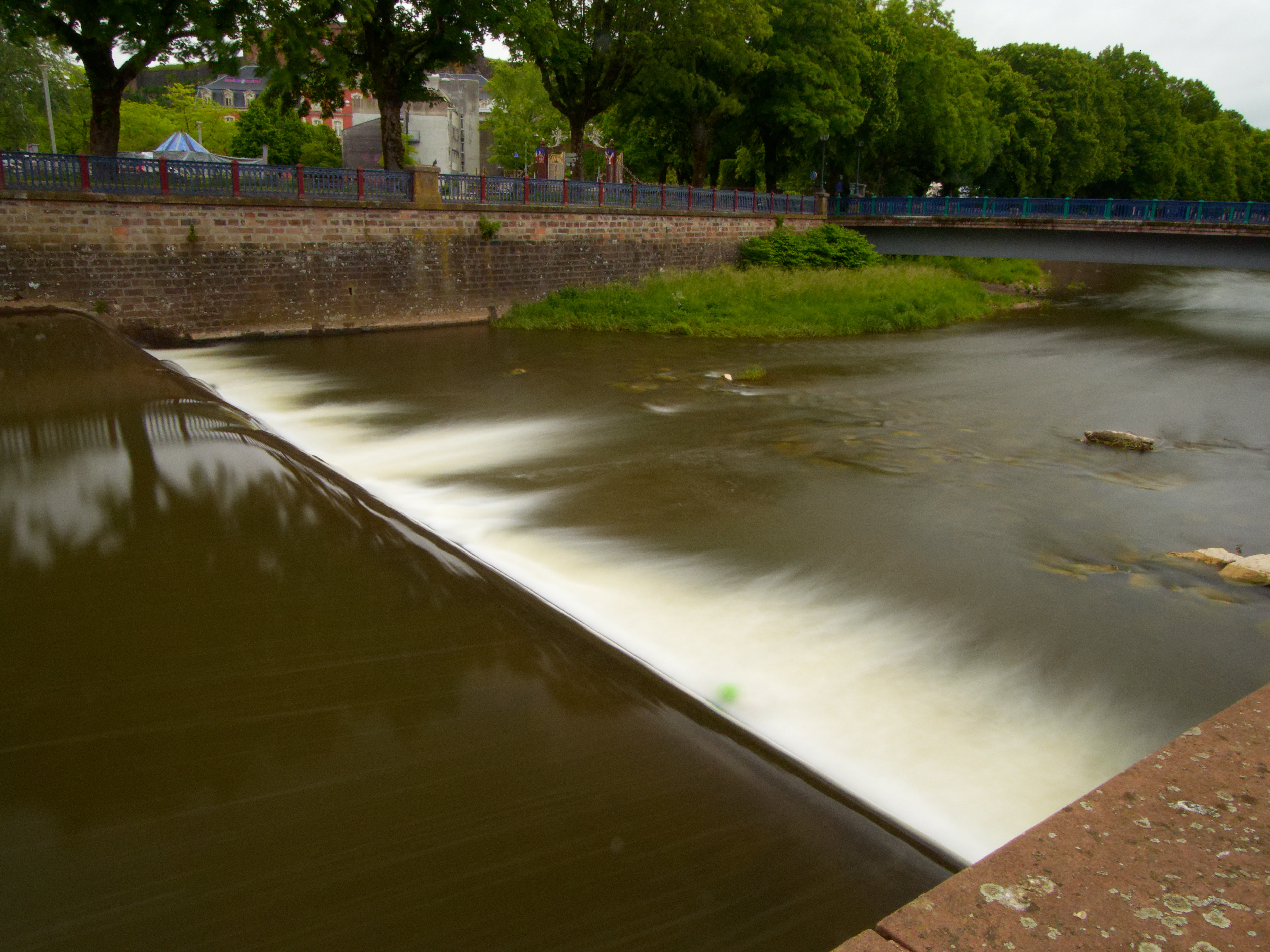

### Filtre ND Hoya

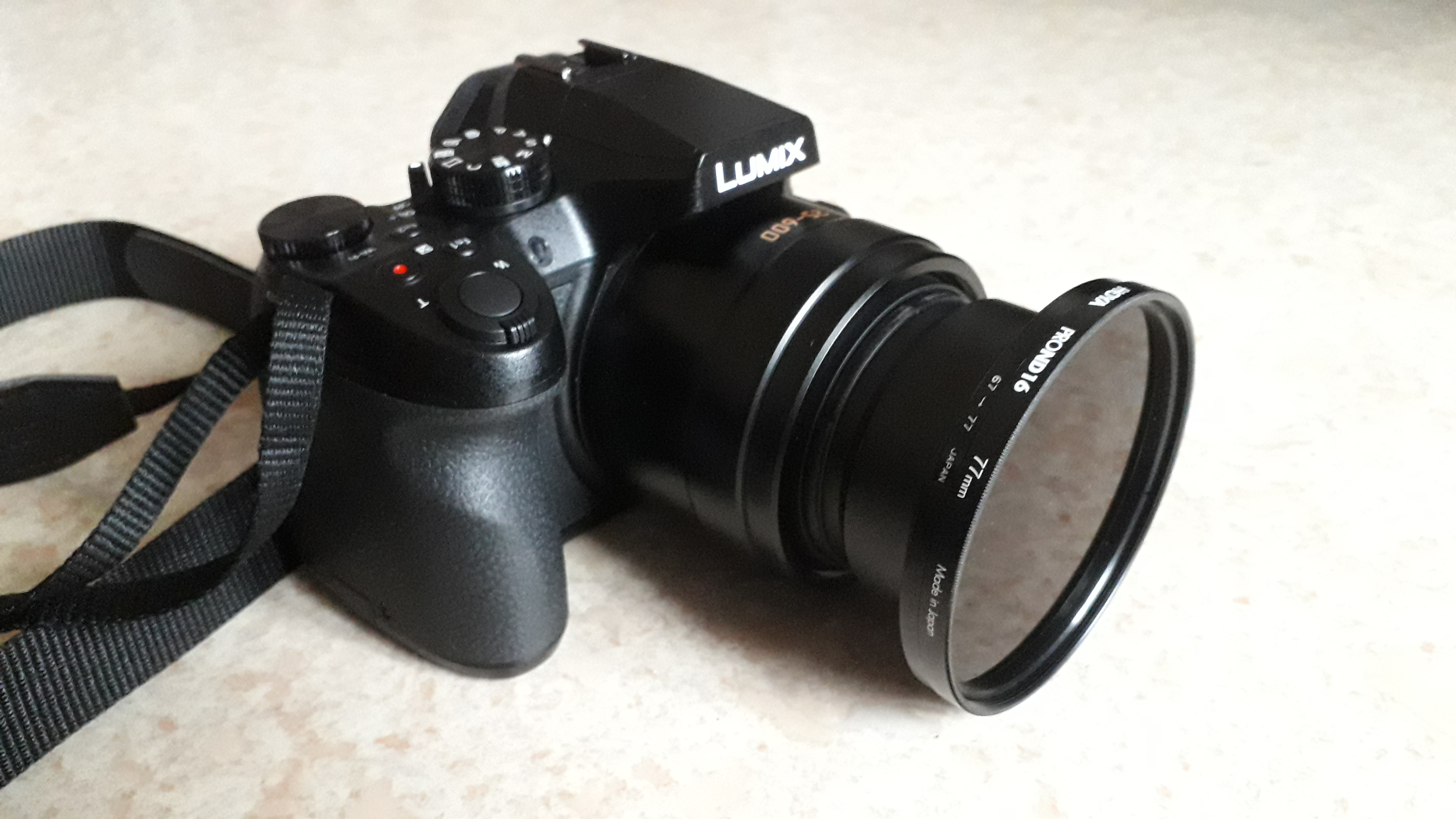
Hoya ND16.
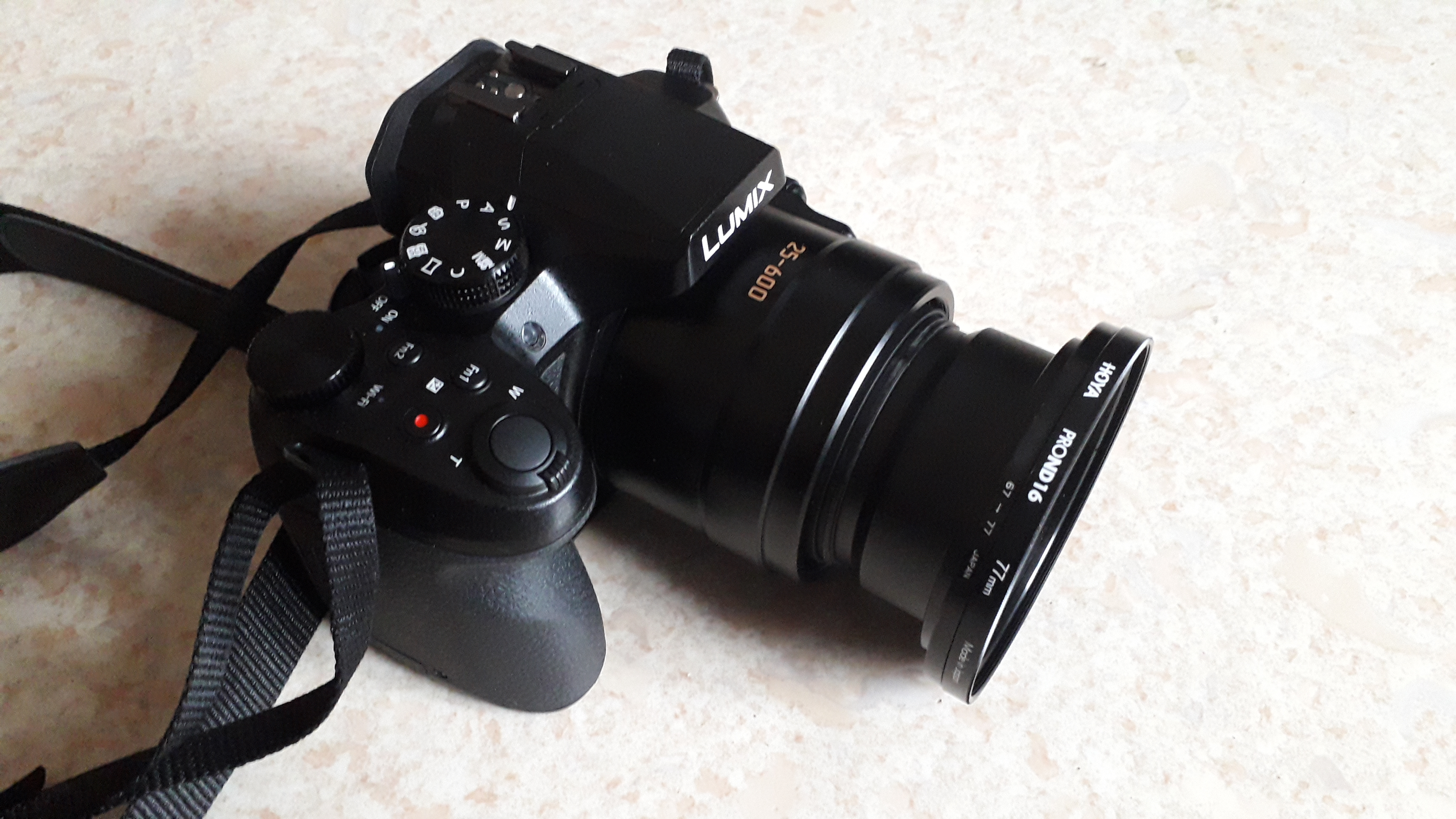
Hoya ND16.